# Philip Hendy
Philip Anstiss Hendy, né le 27 septembre 1900 à Carlisle et mort le 6 septembre 1980 à Oxford, est un conservateur d'art britannique qui travaille à la fois au Royaume-Uni et à l'étranger, notamment aux États-Unis.

## Biographie
Philip Anstiss Hendy naît le 27 septembre 1900 à Carlisle.
Depuis le Gardner Museum, Hendy devient par la suite commissaire du Boston Museum of Fine Arts en 1930, où il dépense son budget de 10 000 $ sur des œuvres de maîtres européens modernes, dont Georges Braque, Gino Severini et Walter Sickert. En 1933, Hendy démissionne du Musée des Beaux-Arts après une dispute avec les administrateurs qui désapprouvent son achat de la Carmelina nue de Matisse de 1903. De retour en Grande-Bretagne, il est nommé directeur de la Leeds City Art Gallery en 1934.
La menace qui pèse sur Leeds pendant la Seconde Guerre mondiale entraîne l'évacuation des œuvres d'art de la galerie vers un cadre plus rural à Temple Newsam House. La tâche de relocalisation et le changement ultérieur des peintures dans leur nouvel environnement du XVIIIe siècle sont entrepris par Hendy, dont le travail attire l'attention du directeur de la National Gallery, Kenneth Clark. Clark, qui avait également supervisé le déplacement des tableaux de la National Gallery vers une carrière du nord du Pays de Galles pendant les années de guerre, nomme Hendy comme son successeur en 1946.
La direction de la National Gallery par Hendy est entachée par les critiques de la presse en 1947, après une exposition controversée de tableaux nettoyés, lorsqu'il a été affirmé que de nombreux tableaux avaient été ruinés par le restaurateur en chef de la galerie, Helmut Ruhemann, et en 1961, lorsque le vol du portrait du duc de Wellington de Goya remet en question la qualité de la sécurité à la Galerie. Hendy prend sa retraite de la National Gallery en 1967 et de 1968 à 1971, il est superviseur au Musée d'Israël à Jérusalem
.
Philip Hendy est professeur Slade de beaux-arts à l'Université d'Oxford en 1937 et 1942. Il est président du Conseil international des musées (ICOM) de 1959 à 1965[source insuffisante].
Philip Anstiss Hendy meurt le 6 septembre 1980 à Oxford.